# Допомогти так легко
Допомогти так легко — альбом-збірка пісень української співачки Ірини Білик. Вийшов 2006 року.

## Перелік пісень
- 1. Рябина
- 2. Мне не жаль
- 3. Помнить
- 4. OBCY TY
- 5. Твої руки
- 6. Без назви
- 7. Если ты хочешь
- 8. Любовь. Яд
- 9. Так просто
- 10. Одинокая
- 11. Скажи
- 12. Країна
- 13. Хочу
- 14. Бандуристе...
- 15. Годі вже
- 16. Парами
- 16. Хай живе надія